# Puyoô
Puyoô är en kommun i departementet Pyrénées-Atlantiques i regionen Nouvelle-Aquitaine i sydvästra Frankrike. Kommunen ligger i kantonen Orthez som tillhör arrondissementet Pau. År 2022 hade Puyoô 1 089 invånare.

## Befolkningsutveckling
Antalet invånare i kommunen Puyoô
| Referens: INSEE |